# ۲-پیرولیدون
۲-پیرولیدون (به انگلیسی: 2-Pyrrolidone) با فرمول شیمیایی C۴H۷NO یک ترکیب شیمیایی است. که جرم مولی آن ۸۵٫۱۱ g/mol می‌باشد. 